# Aven de la Pépette
Pour les articles homonymes, voir Aven (homonymie).
L'aven de la Pépette est un gouffre de la commune de Simiane-la-Rotonde dans les monts de Vaucluse, département des Alpes-de-Haute-Provence.

## Spéléométrie
La dénivellation de la cavité est d'environ 180 m, pour un développement d'environ 250 m.

## Géologie
La cavité s'ouvre dans les calcaires de l'Aptien.

## Explorations
En 2001, Hubert Martin, père de Patrick Martin, trouve l’entrée de l'aven avec sa fille (d’où le nom de la "Pépette"). Patrick Martin de Montsalier et Thierry Caton de Banon (GORS, Groupe Oraisonais de Recherches Souterraines) désobstruent en seulement trois heures l’entrée de l’aven et explorent la suite dans l’année.

## Karstologie
Il s'agit d'un ancien puits-ponor du fossé de Banon (Bigot, 2004a). Les formes de corrosion spécifiques des zones ennoyées et les remplissages argileux montrent que l’aven s'est trouvé périodiquement engorgé (Bigot, 2004b).